# ゴーム (デンマーク王子)
ゴーム・ア・ダンマーク（デンマーク語: Prins Gorm af Danmark, 1919年2月24日 - 1991年12月29日）は、デンマークの王族。

## 生涯
デンマーク王フレゼリク8世と王妃ルイーセの三男ハーラル王子と、その妻でシュレースヴィヒ＝ホルシュタイン＝ゾンダーブルク＝グリュックスブルク公フリードリヒ・フェルディナントの娘であるヘレーネ・エーゼルハイトの間の第4子、長男としてゲントフテで生まれた。全名はゴーム・クリスチャン・フレゼリク・ハンス・ハーラル（Gorm Christian Frederik Hans Harald）。
デンマーク海軍において士官として勤務した。
フレゼリク8世の孫としてデンマーク王位継承権を保持していたが、1953年に改正されたデンマーク王位継承法では継承者をクリスチャン10世と王妃アレクサンドリーネ夫妻の直系子孫に限定していた為、クリスチャン10世の甥だったゴームは王位継承権が無くなった。
生涯独身を通し、1991年にコペンハーゲンで72歳で死去。ロスキレ大聖堂に葬られた。